# Raphaële Garreau de Labarre
Pour les articles homonymes, voir Garreau, De La Barre et Delabarre.
Raphaële Garreau de Labarre est une organiste française. Elle a enseigné au Conservatoire de Thionville et est titulaire des orgues de l'église Saint-Maximin en cette même ville depuis 1969. Pour ses activités, elle est citoyenne d'honneur de la ville de Thionville et chevalière des Arts et des Lettres.

## Biographie
Raphaële Garreau de Labarre est née un 3 mai à Saint-Laurent-de-la-Plaine près d'Angers,, dans une famille artiste : sa mère joue du violon, l'un de ses grands-pères est artiste-peintre. À 6 ans, elle commence à étudier le piano, puis découvre l'orgue à 17 ans, auquel elle va se consacrer, séduite par « la perspective de pouvoir jouer lors des offices ».
Après des premiers prix obtenus aux conservatoires d'Angers et du Mans, elle étudie au Conservatoire national supérieur de musique de Paris où elle obtient, en 1962, un premier prix de contrepoint, puis un premier accessit d'orgue. Elle se perfectionne en France auprès de Marie-Claire Alain et Michel Chapuis, mais aussi à Vienne avec Anton Heiller, à Lisbonne avec Macario Santiago Kastner, et à l'académie de Haarlem avec Luigi Ferdinando Tagliavini,.

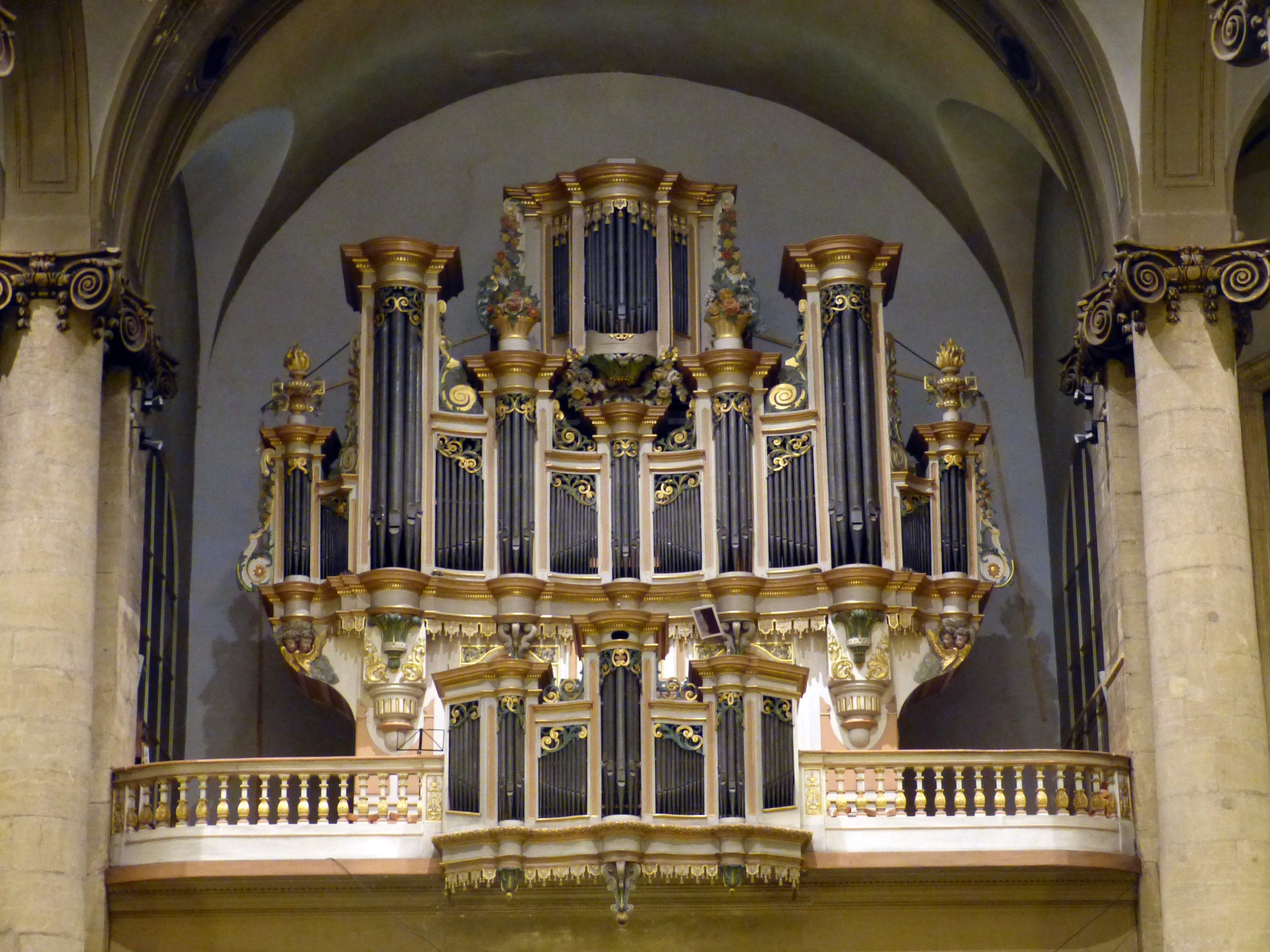
L'orgue de l'église Saint-Maximin de Thionville

En septembre 1969, après avoir joué pendant dix ans dans diverses églises parisiennes, Raphaële devient titulaire des orgues de l'église Saint-Maximin de Thionville, sur conseil de Michel Chapuis, alors organiste de Saint-Severin, et promoteur et guide de la restauration de l'orgue thionvillois. L'église mosellane a le privilège de compter un instrument baroque du XVIIIe siècle, restauré par la manufacture Kern. Riche de 3 500 tuyaux, trois claviers et quarante-quatre registres, il est « une synthèse entre un orgue d'Allemagne du Nord et l'orgue français ».  Le 4 octobre, Raphaële inaugure le nouvel orgue en jouant des musiques françaises, suivies par l'interprétation de son mentor Michel Chapuis.

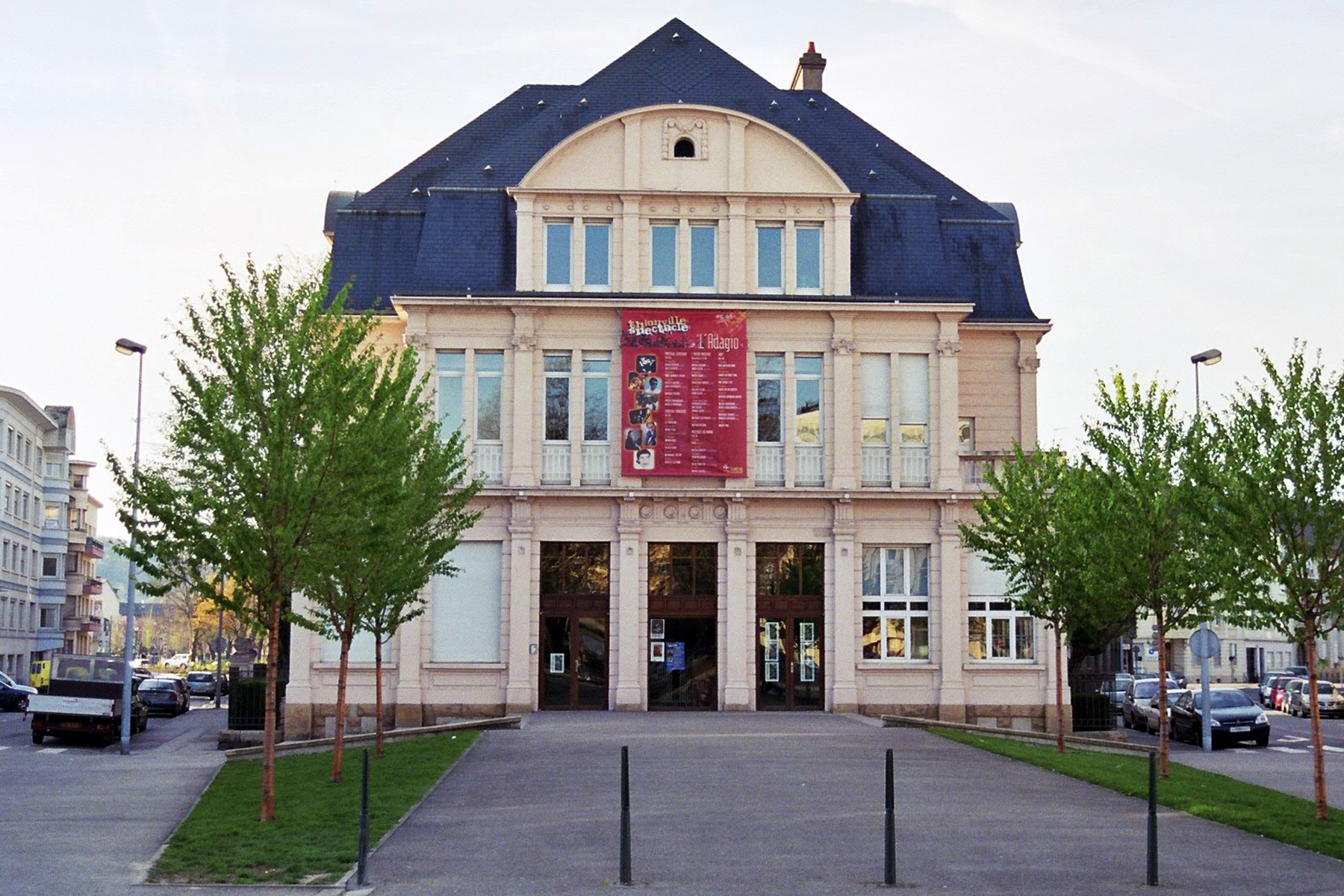
Le conservatoire de Thionville

En parallèle, elle enseigne près de 40 ans la musique, d'abord le solfège et les compositeurs deux ans à l'établissement scolaire privé Notre-Dame de la Providence, puis le piano et l'orgue à l'école municipale de musique de Thionville (devenue ensuite Conservatoire après son déménagement dans d'autres locaux) où une classe d'orgue s'ouvre en 1972 sur sa demande,,.
Elle forme les organistes liturgiques et participe les étés à des stages de ANFOL (Association Nationale pour la Formation des Organistes Liturgiques) à Bitche, Peltre, Cesson-Sévigné, Saint-Anne d'Auray, Arras, Reims, ainsi qu'en 2003 à une Master-Class sur Pachelbel en Guyane. Elle a également été présidente de l' ADEMUSAM (Association pour le Développement de la musique Sacrée en Moselle) au sein de laquelle elle enseignait dans le cadre du CIFOLA (Centre Interconfessionnel pour la Formation des Organistes Liturgiques de l'ADEMUSAM),.
Elle est aussi concertiste en France métropolitaine et dans ses départements d'outre-mer, mais aussi à l'étranger (Europe, Afrique du Sud, Soudan, Éthiopie),,. En particulier, en 1977, elle se produit à la 31e édition du festival d'Avignon et en 2005, elle participe à l'Europa Bach Festival à Paris où elle interprète les chorals de l'Orgelbüchlein.
Le 27 octobre 2019, Raphaële fête son jubilé lors d'un concert-anniversaire à l'église Saint-Maximin, non décidée à arrêter d'y gravir les marches, comme elle l'atteste : « La musique c’est ma vie. J’en ai besoin pour me sentir exister. »,
Raphaële Garreau de Labarre célèbre également les offices dans des églises du Pays Thionvillois qu'elle n'hésite pas à rejoindre à pied : Saint-Urbain de Guentrange, Saint-Jean-Baptiste de Volkrange ou Saint-Sébastien de Terville, entre autres.
Le 17 janvier 2023, le titre de citoyenne d'honneur de la ville de Thionville lui est décerné, car « [elle appartient] à ceux qui ont construit Thionville et contribué à son rayonnement », déclare le maire Pierre Cuny,.
Le 25 octobre 2024, elle est décorée de l’insigne de chevalier de l’ordre des Arts et des Lettres, cérémonie à l'issue de laquelle elle déclare : « Cette distinction, c’est le couronnement de toutes mes activités culturelles en lien avec le conservatoire avec lequel j’ai travaillé de longues années et à l’orgue de l’église Saint-Maximin. »

## Les Amis de l'orgue de Thionville et environs

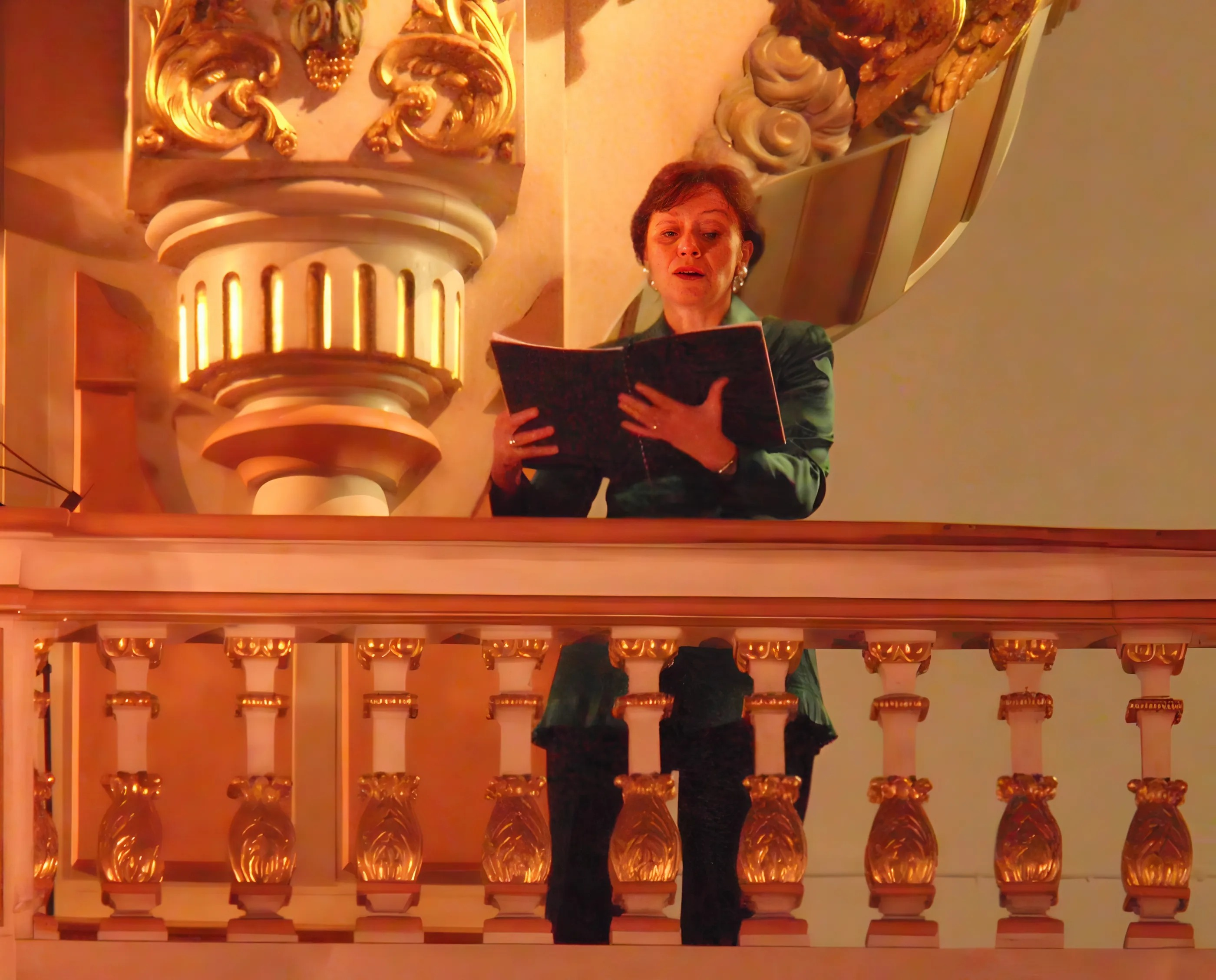
La soprano Marie-Claude Solanet en concert à Saint-Maximin le 16 novembre 2008

En octobre 1981, Raphaële Garreau de Labarre fonde l'association « Les Amis de l'orgue de Thionville et environs », laquelle met en valeur l'orgue de Saint-Maximin en organisant régulièrement des concerts, au cours desquels Raphaële ou d'autres organistes se produisent, parfois accompagnés par des chanteurs ou d'autres instrumentistes, en l'église Saint-Maximin de Thionville, mais aussi dans les autres églises de Thionville et celles des communes voisines de Basse-Ham, Fontoy, Garche, Guentrange, Illange, Manom, Oeutrange, Terville, Volkrange et Yutz ,,,.
En particulier, en 2009 et 2010 dans le cadre du 40e anniversaire de la restauration des orgues de Saint-Maximin, l'association organise une série de concerts aux cours desquels l'intégrale des œuvres pour orgue de Bach est interprétée par différents organistes tels Jean Bizot, Thierry Ferré, Vincent Bernhardt, Olivier Schmitt, Frédéric Mayeur, Frédéric Bentz, François De Val, Victoria Lescalier, entre autres.
En 2010, pour le 250e anniversaire de l'église Saint-Maximin, l'association invite à se produire les organistes Frédéric Bentz, Vincent Bernhardt, Thierry Ferré, Laurent Jochum, ainsi que l'orchestre symphonique du conservatoire de Thionville et la chorale Allégrette. 
Les 28 juillet, jour de l'anniversaire de la mort de Jean-Sébastien Bach, l'association organise régulièrement des concerts au cours desquels un ou plusieurs organistes interprètent des pièces du compositeur allemand à l'orgue de Saint-Maximin,.
Le 26 juin 2021, l'association organise un concert à Saint-Maximin pour fêter le classement de la partie instrumentale de l'orgue thionvillois au titre des Monuments historiques, la partie ébénisterie des orgues étant déjà classée depuis 1974, et l'église depuis 1984. Le 17 août de la même année, l'association fête ses 40 ans par une série de concerts.

### Sélection de musiciens invités par l'association
| - Jean Ferrard (Bruxelles) - Michel Bouvard (Paris) - Thierry Ferré (Forbach) - Loïc Bonisoli (Metz) | - Anne-Catherine Bucher | - Chœur d'hommes de Hombourg-Haut (Norbert Ott) |

### Personnel de l'association
- Présidente : Raphaële Garreau de Labarre
- Vice-président : Jonathan Grün
- Trésorier : Jean-Marc Wagenheim
- Secrétaire : François Douvier

## Filiation artistique
Certains anciens élèves de Raphaële Garreau de Labarre sont devenus à leur tour organistes professionnels, tels Vincent Warnier, Sébastien Wonner, Laurent Jochum ou Jean-Marc Wagenheim.

## Discographie
Raphaëlle Garreau de Labarre a sorti plusieurs disques, tous épuisés.

### LP
- Splendeur de l'orgue baroque : œuvres de Bach, Buxtehude et de Grigny. À l'orgue de Saint-Maximin de Thionville[27].
- Bach : concerti BWV 593, 594, 594 , 596. À l'orgue de Saint-Maximin de Thionville[28].

### CD
- 1990 : œuvres de Alain et Duruflé. Avec la Maîtrise garçons de Colmar dirigée par A. Steyer[28].
- 1994 : œuvres de Félix Mendelssohn. Avec l'ensemble vocal de Terville dirigé par Gabriel Baltes[28],[29].
- 1996 : Orgues au pays des trois frontières - Œuvres de Vierne, Benoist, Boëlmann, Daudrieu, Boëly, Bach et Lefébure-Wély sur les orgues de Contz-les-Bains, Cattenom et Hettange-Grande[28].

## Distinctions
- 2023 : Citoyenne d'honneur de la ville de Thionville.
- 2024 :  Chevalière de l'ordre des Arts et des Lettres